# Jacob Bernays
Jacob Bernays, född den 11 september 1824, död den 26 maj 1881, var en tysk klassisk filolog, bror till Michael Bernays.
Bernays var professor i Bonn och överbibliotekarie vid biblioteket där. Han författade flera skrifter om grekisk filosofi, bland andra Zwei Abhandlungen über die aristotelische Theorie des Dramas (1880), och utgav Lucretius (1852) och Joseph Justus Scaligers levnadsbeskrivning (1855). Bernays Gesammaelte Abhandlungen utgavs av Hermann Usener i två band 1885.